# Åsgårda träsk
Åsgårda träsk är en sjö i Saltviks kommun på Åland (Finland). Den ligger på fasta Åland vid Åsgårda mellan sjön Långsjö i öster och viken Saltviksfjärden i väster. Åsgårda träsk ligger 30 meter över havet. Den sträcker sig 900 meter i nord-sydlig riktning och 200 meter i öst-västlig riktning. Arean är 35,1 hektar och strandlinjen är 5,21 kilometer lång. Sjön  ingår i Skärgårdshavets kustområde, Åland. 